# Argia variata
Argia variata е вид водно конче от семейство Coenagrionidae.

## Разпространение
Видът е разпространен в Колумбия.